# اکورث
اکورث (به انگلیسی: Ackworth) یک محله مدنی در بریتانیا است که در سیتی ویکفیلد واقع شده‌است. اکورث ۷٬۰۴۹ نفر جمعیت دارد.